# 닥터 드레
안드레 로멜레 영(영어: Andre Romelle Young, 1965년 2월 18일 ~ )은 닥터 드레(영어: Dr. Dre)라는 예명으로 활동하고 있는 미국의 래퍼, 작곡가, 배우이다. 그의 이복 남동생 워렌 G 역시 래퍼로 활동하고 있다.

## 데뷔
그는 1970년대 후반 Cli-N-Tel, Lonzo Williams, DJ Yella 등 클럽 DJ 친구들과 함께 World Class Wreckin' Cru (월드 클래스 랙킨 크루)로 활동했으며, 80년도 중후반쯤 아이스 큐브의 소개로 Eazy-E의 Ruthless Records로 가서
그는 아이스 큐브, Eazy-E, MC Ren, DJ Yella와 함께 힙합 그룹 N.W.A. (Niggaz With Attitude)로 데뷔했다. 그들은 사회적인 문제의 비판을 랩으로 풀어썼다. 그들은 정부의 강력한 제지에도 불구하고 많은 판매고를 올렸다. 그러나 아이스 큐브와 그가 탈퇴함으로써 N.W.A는 해체되게 된다.

### 지펑크의 창시자
그는 N.W.A일 때부터 지펑크라는 힙합장르를 만들었고, 1992년 솔로 앨범인 《더 크로닉》에서 지펑크라는 새 힙합장르가 본격적으로 만들어졌다. 지펑크는 전자음향적인 색깔과 펑크 비트 특유의 리듬감있는 음색을 이용한 힙합장르였다. 특히 스눕 독, 네이트 독, 디제이 퀵, 더 독 파운드가 이 장르를 시도하였다. 그러나 2000년대에 들어오면서 현재 맥이 끊어져 있는 상태이다.

### Eazy E 와의 DISS
드레가 RUTHLESS 레코드를 떠나고, Suge Knight과 같이 설립한 데스 로우 레코드에서 다시 시작한다. 1992년 The Chornic 수록곡인 "Fuck Wit Dre Day"로 이지(Eazy E)를 조롱(Diss)하자 이지는 It's on 앨범에서 Real Muthaphukkin G's 로 맞대응하고 It's On 이란 곡으로 스눕 독도 조롱한다. 그러나 1995년 Eazy E 는, 닥터드레한테 다시 NWA를 하자는 말을 전하려고 했으나 Eazy E의 AIDS때문에 NWA 재결합 계획은 무산된다. 그리고 1995년, Eazy E는 AIDS로 숨을 거둔다.

## N.W.A 후에
1996년 데스 로우 레코드에서 투팍과의 합작을 끝내고, 프로듀서로서 성공하지만, 1997년 그는 자신만에 레이블인 애프터매스를 설립하고 탈퇴한다. 그는 2000년 에미넴의 3번째 솔로앨범이자 히트앨범인 'Marshall Mathers LP'를 제작, 메리 제이 블라이즈의 히트싱글인 'Family Affair'을 만든다.
미국의 힙합 아티스트인 Eminem과 50 센트, Busta Rhymes, the Game 등을 데뷔시켰다. 또 그는 2Pac, Nate Dogg, 커럽, T.I, 제이 지, 라킴 등의 앨범 프로듀싱을 도와줬다.
2000년 후에 앨범소식이 없던 그는 앨범 'Detox'를 발매할 예정이라고 한다. 현재 참여게스트들은 루다크리스, 나스, T.I, 에미넴, 50 센트, 비숍 라몬트, RZA, 더 게임, 로이드 뱅크스, 스눕 독, 릴 웨인, 아이스 큐브, 제이 지, 버스타 라임즈, 퍼기, 메리 제이 블라이즈, 알 켈리, 워렌 지 등이 참여할 예정이다. 그러나 +ㅁ+2012년 DJ 퀵이 'Detox'는 발매되지 않으리라는 인터뷰를 하였고, 2014년 프로듀서 다와운 파커가 밝힌 바에 따르면 드레가 'Detox'라는 제목을 이미 포기하였다고 한다.
2015년 그는 3번째 정규 앨범 'Compton'을 발표한다. 그는 이 앨범이 자신의 마지막 앨범이라고 언급한 바 있다.

## 앨범
Missionary(2024년)
- The Chronic(1992년)
- Keep Their Heads Ringin' (1996년)
- 2001 (1999년)
- Kush (2010년)
- I Need A Doctor (2011년)
- Compton (2015년)